# 查科比利

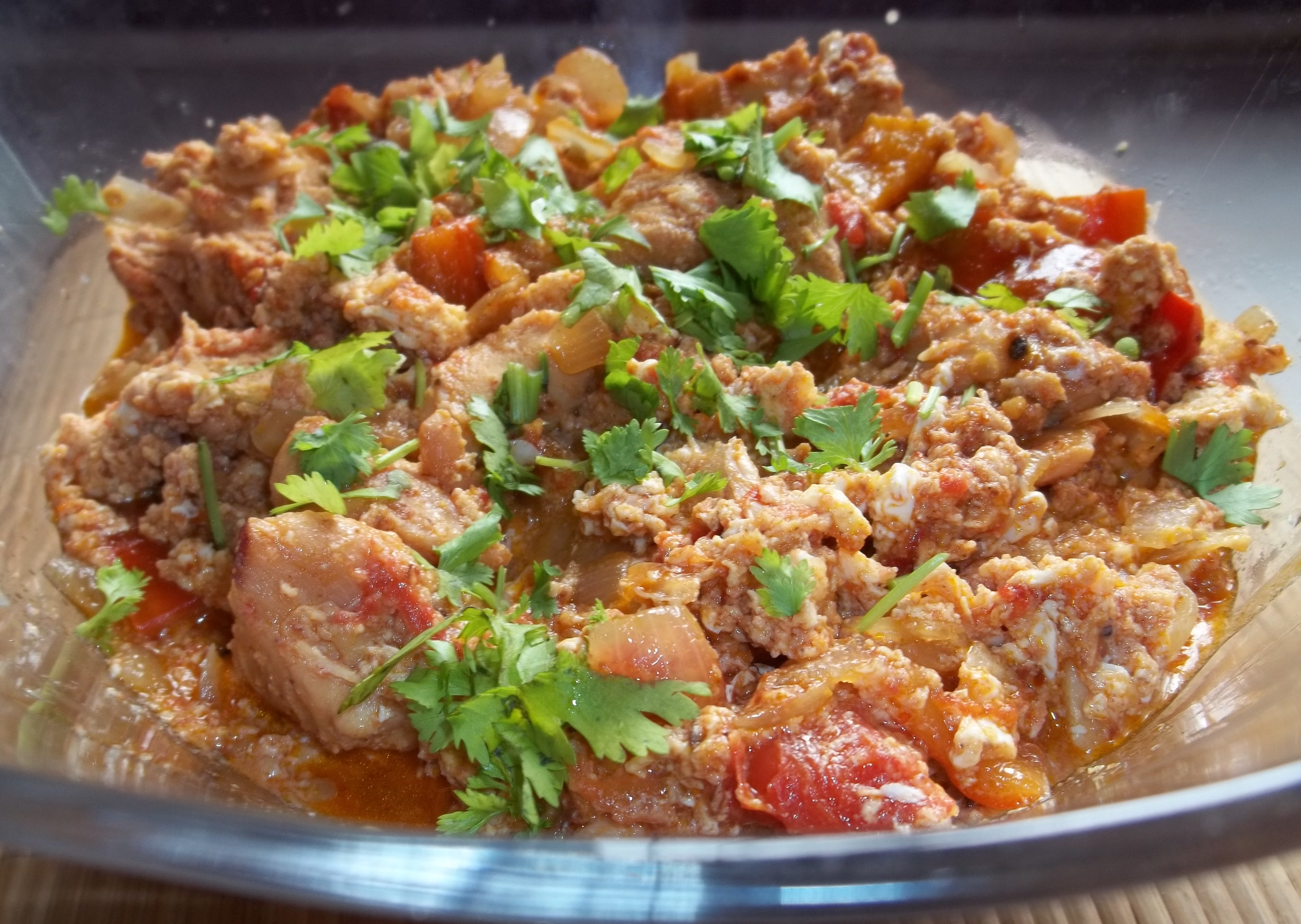

查科比利是一道喬治亞傳統料理，其做法是在燉煮的牛肉湯內加入龍蒿和用新鮮香草燉過的雞肉。
它的名字来自格鲁吉亚语ხოხობი ( khokhobi )，意思是雉鸡。